# Džamija sultana Mehmeda II. Fatiha (Kraljeva Sutjeska)
Džamija sultana Mehmeda II. Fatiha (poznata kao Džamija u Kraljevoj Sutjesci ili Vojnička džamija), džamija u Kraljevoj Sutjesci. Nalazi se u sastavu Medžlisa Islamske zajednice Kakanj, u okvirima Sarajevskog muftiluka. Smatra se najstarijom džamijom, ali i najstarijim sačuvanim objektom iz osmanskog razdoblja u Bosni i Hercegovini.

## Povijest
Džamija u Kraljevoj Sutjesci je pod ovim nazivom poznata u narodu, iako je mnogi nazivaju i Džamijom sultana Mehmeda II. Fatiha. Smještena je u Kraljevoj Sutjesci, na desnoj obali rijeke Trstionice. Prema predaji, sultan Mehmed II. Fatih je nakon zauzimanja Bobovca 1463. godine boravio na mjestu gdje se džamija nalazi, vidio je mrava koji se spiralno penje uz štap, što ga je asociralo na penjanje na minaret, te je naredio izgradnju džamije. Zanimljiv podatak je da je ova džamija sagrađena za samo tri dana. U vrijeme srednjovjekovnog osmanskog osvajanja bila je pogranična džamija. S obzirom da nikad tijekom povijesti nije rušena ili značajnije oštećena, zadržala je prvobitni oblik. Posljednja rekonstrukcija je rađena u razdoblju od 2004. do 2016. godine. Tom prilikom džamiji je vraćen prvobitni oblik i ona danas izgleda otprilike onako kako je izgledala u periodu kada je i sagrađena.  
Vojska Republike Srpske je u razdoblju agresije na Bosnu i Hercegovinu miniranjem uništila Turhan Emin-begovu džamiju u Ustikolini, koja je bila najstarija džamija. Džamija je nakon rata obnovljena. Međutim, obzirom na to da džamija u Kraljevoj Sutjesci nikada nije pretrpjela značajnija oštećenja, smatra se da je trenutno, ne samo najstarija džamija, nego i najstariji sačuvani objekat iz osmanskog razdoblja.
Istraživački radovi prilikom rekonstrukcije džamije potvrdili su da je njen glavni korpus izgrađen od ćerpića i da je uvezan drvenim gredama, hatulama, da su hrastovi stubovi sa sedlima profilisane gredice koje nose pod mahfila kao i hrastovi minber originalni, da potiču iz vremena izgradnje. Zanimljivi su i nesvakidašnji detalji, te otkriveni natpisi u niši mihraba koji predstavljaju najstariji dokument kaligrafskih natpisa sačuvan u džamijama na prostorima Bosne i Hercegovine. Džamije je pokrivena šindrom, a drveni minaret, osmougaone osnove i visine 7,65 m ima veoma specifičan i jedinstven položaj, postavljena je u samom presjeku sljemena i grebenjače krova džamije.
U prošlim vremenima dok je bilo mnogo muslimana u Kraljevoj Sutjesci, vjerski život bio sadržajniji. Obavljale su se redovne aktivnosti, od dnevnih namaza, preko mektebske nastave i učenja mukabele. Vremenom, zbog malog broja muslimana u okolini same džamije, te aktivnosti su reducirane. U samoj džamiji se posljednjih godina ne obavlja mnogo vjerskih aktivnosti. Redovno se klanja džuma, teravih i bajram-namazi, a veoma su česta šerijatska vjenčanja, budući da mladenci iz drugih džemata nerijetko izraze želju da se vjenčaju upravo u ovoj džamiji. Deseti muharem hidžretske godine, tradicionalni je datum u kome muslimansko stanovništvo u okolini Kraljeve Sutjeske proslavlja rođendan poslanika Muhameda. Održavanje mevluda u Kraljevoj Sutjesci uvršteno je kao jedno od četiri najznačajnije manifestacije Rijaseta Islamske zajednice u Bosni i Hercegovini.

## Vanjske poveznice
- Ezan s džamije u Kraljevoj Sutjesci Bosnom odjekuje skoro 600 godina